# 沟槽现象
溝渠效應（Trench Effect）或稱溝槽現象，由英國國王十字車站之手扶梯燃燒現象而來（国王十字站大火），火災發生原因為燃燒之火柴掉入木造手扶梯的溝槽中，火勢延著手扶梯的斜角燃燒漫延，火勢漫延之方向和煙熱之方向一致，造成可燃物預加熱，火勢漫延極快，當閃燃發生時，會朝著上方形成噴射式大火，引發嚴重人命之傷亡。